# Muchawiec (dopływ Kamianki)
Muchawiec – struga, prawy dopływ Kamianki.